# Нариманбековы
Нариманбековы — азербайджанский бекский род из Карабаха.

## Происхождение рода
Нариманбековы – старинный дворянский карабахский род. Прапрадед Нариманбековых – Нариман бек Карабаги, он был аристократом и очень образованным человеком, одним из избранных людей в городе Шуша. У него были сыновья – Аллахверан бек и Нариман бек. Сын Нариман-бека, Амир-бек Нариманбеков, в период АДР был генерал-губернатором города Баку. Его племянник, Нариманбеков Нариман-бек – адвокат, видный общественный и политический деятель, член Закавказского сейма, Национального совета Азербайджана и Азербайджанского парламента, был одним из подписавших акт о независимости Азербайджана 28 мая 1918 года, был репрессирован в 1937 году. Внуки Амир-бека Нариманбекова - известные азербайджанские художники Видади Фарман оглы и Тогрул Фарман оглы Нариманбековы.

## История рода
Предками этого рода, согласно известной родословной, были Джеванширы.

## Известные представители
- Нариманбеков, Аллахверен-бек Нариман-бек оглы — прапорщик русской армии, азербайджанский военный и общественный деятель.
- Нариманбеков, Фарман Амирбек оглы —инженер-энергетик,
- Нариманбеков, Нариман-бек Гашим оглы — общественный и политический деятель Азербайджанской Демократической Республики.
- Нариманбеков, Тогрул Фарман оглы— азербайджанский художник XX века, Народный художник Азербайджана (1967). Народный художник СССР (1989). Жил и работал в Баку и в Париже[1].
- Нариманбеков, Видади Фарман оглы — один из наиболее значительных азербайджанских художников XX века. Народный художник Азербайджана (1982). Лауреат серебряной медали им. М. Б. Грекова (1972) и кавалер ордена «Слава» (Азербайджан) (2001). Жил и работал в Баку и в Париже.
- Нариманбеков, Ариф Амир оглы —оператор, актер. Заслуженный деятель искусств Азербайджанской ССР (1964).